# Navarredonda de Gredos
Navarredonda de Gredos é um município da Espanha na província de Ávila, comunidade autónoma de Castela e Leão, de área 78,81 km² com população de 470 habitantes (2007) e densidade populacional de 5,94 hab/km².
Navarredonda de Gredos situa-se a 1.523 metros e é famosa famosa por criar e produzir vitela de Ávila (Ternera Avileña-Negra Ibérica). Tem cogumelos na época ideal e turismo activo todo o ano, e para todos os gostos: caminhadas, rotas a cavalo, parques de aventuras nas árvores, desportos de neve, bicicleta.

## Localização
Localiza-se no sul da província de Ávila ao norte da Sierra de Gredos.
| Noroeste: San Martín de la Vega del Alberche | Norte: San Martín de la Vega del Alberche, Navadijos | Noreste: Hoyos de Miguel Muñoz, Navadijos             |
| Oeste: Hoyos del Espino                      |                                                      | Este: San Martín del Pimpollar, Hoyos de Miguel Muñoz |
| Suroeste: El Hornillo                        | Sur: El Arenal                                       | Sureste: El Arenal                                    |

## Demografia
| Variação demográfica do município entre 1991 e 2004 | Variação demográfica do município entre 1991 e 2004 | Variação demográfica do município entre 1991 e 2004 | Variação demográfica do município entre 1991 e 2004 |
| --------------------------------------------------- | --------------------------------------------------- | --------------------------------------------------- | --------------------------------------------------- |
| 1991                                                | 1996                                                | 2001                                                | 2004                                                |
| 499                                                 | 482                                                 | 506                                                 | 469                                                 |